# Vaubadon
Vaubadon is een plaats en voormalige gemeente in het Franse departement Calvados in de regio Normandië en telt 377 inwoners (2005). De plaats maakt deel uit van het arrondissement Bayeux. De gemeente is op 1 januari 2016 met Balleroy gefuseerd tot de commune nouvelle Balleroy-sur-Drôme.

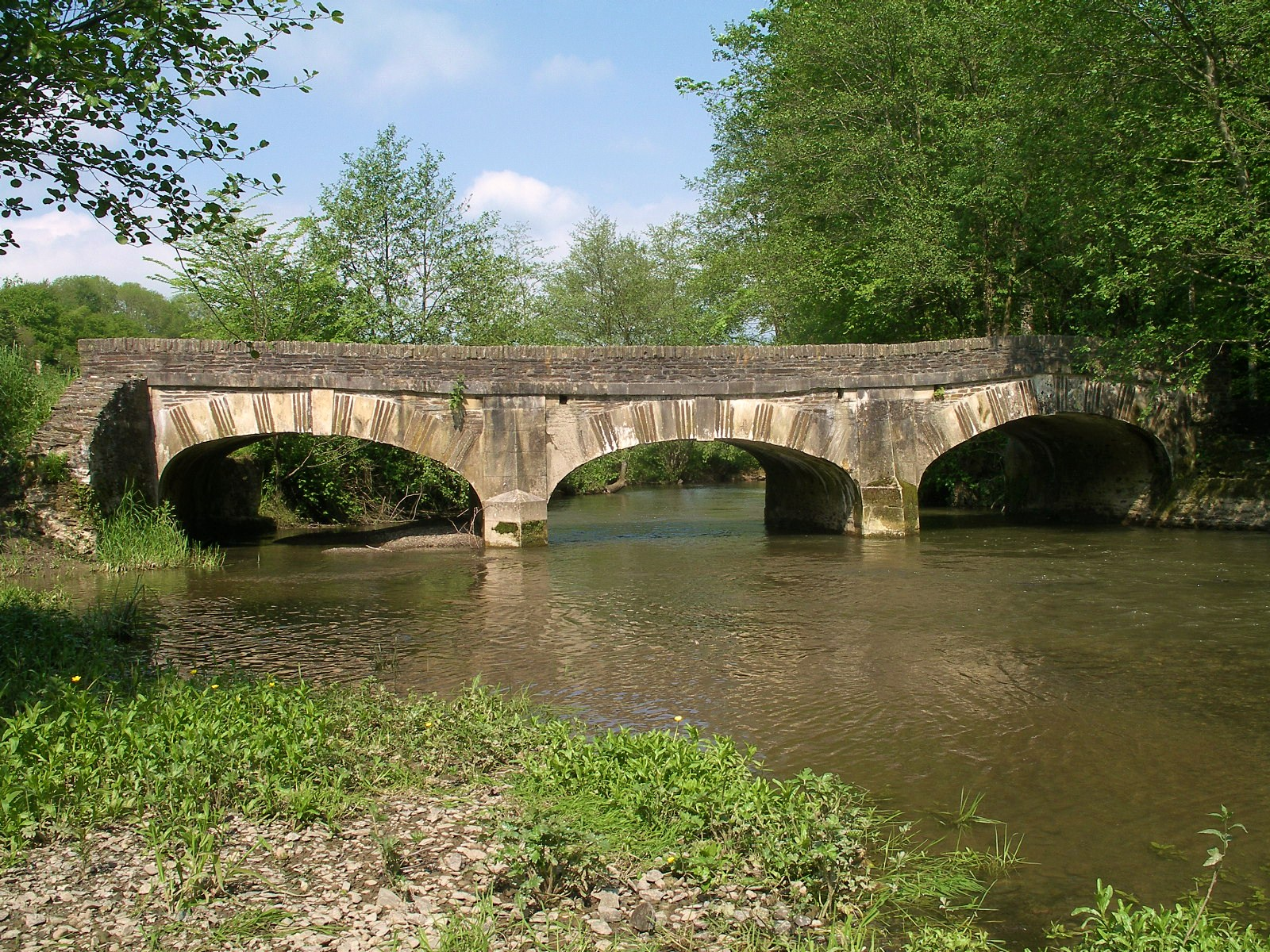
Brug over de Sully

## Geografie
De oppervlakte van Vaubadon bedraagt 7,5 km², de bevolkingsdichtheid is 50,3 inwoners per km².
De onderstaande kaart toont de ligging van Vaubadon met de belangrijkste infrastructuur en aangrenzende gemeenten.

## Demografie
Onderstaande figuur toont het verloop van het inwonertal (bron: INSEE-tellingen).
Vanwege een beveiligingsprobleem met de MediaWiki Graph-software is het momenteel niet mogelijk deze grafiek weer te geven. Zodra de software is bijgewerkt zal de grafiek vanzelf weer zichtbaar worden.